# Baecacanthus trifasciatus
Baecacanthus trifasciatus là một loài bọ cánh cứng trong họ Cerambycidae.